# بطری (فیلم ۱۹۱۵)
«بطری» (انگلیسی: The Bottle (1915 film)) یک فیلم به کارگردانی سسیل هپوورت است که در سال ۱۹۱۵ منتشر شد. از بازیگران آن می‌توان به آلما تیلور اشاره کرد.